# Helena Bergström
Helena Kristina Bergström (IPA [ˈbærjstrœm]; Göteborg, 5 febbraio 1964) è un'attrice e regista svedese.

## Filmografia parziale

### Attrice
- Friends, regia di Kjell-Åke Andersson (1987)
- Le donne sul tetto (Kvinnorna på taket), regia di Carl-Gustav Nykvist (1989)
- 1939, regia di Göran Carmback (1989)
- Änglagård, regia di Colin Nutley (1992)
- Sista dansen, regia di Colin Nutley (1993)
- Änglagård - Andra sommaren, regia di Colin Nutlry (1994)
- Jägarna, regia di Kjell Sundvall (1996)
- Sotto il sole (Under solen), regia di Colin Nutley (1998)
- Still Crazy, regia di Brian Gibson (1998)
- Livet är en schlager, regia di Susanne Bier (2000)
- Någon annanstans i Sverige, regia di Kjell-Åke Andersson (2011)

### Regista
- Se upp för dårarna (2007)
- Så olika (2011) - anche sceneggiatrice
- Julie (2014)
- Dancing Queens (2021)

## Doppiatrici italiane
Nelle versioni in italiano dei suoi lavori, Helena Bergström è stata doppiata da:
- Pinella Dragani in Still Crazy

## Riconoscimenti
- Guldbagge
  - 1993 - Candidata a migliore attrice per Änglagård
  - 1994 - Migliore attrice per Pariserhjulet e Sista dansen
  - 2002 - Candidata a migliore attrice per Sprängaren